# إيرنيستو رييس
إيرنيستو رييس (بالإسبانية: Ernesto Reyes)‏ (10 يوليو 1991 في المكسيك - ) هو لاعب كرة قدم مكسيكي في مركز الوسط.

## وصلات خارجية
- إيرنيستو رييس على موقع قاعدة بيانات كرة القدم.إي يو (الإنجليزية)
- إيرنيستو رييس على موقع Soccerway.com (الإنجليزية)